# Birovača
Birovača is een plaats in de gemeente Donji Lapac in de Kroatische provincie Lika-Senj. De plaats telt 103 inwoners (2001).